# Hugo Simon
Hugo Simon född 3 augusti 1942, är en framgångsrik och känd hoppryttare från Österrike. Hugo Simon var med i OS första gången 1972 i München men fick den första OS-medaljen 1992 i Barcelona, då han fick ett silver. Hugo Simon är även den första ryttare som vunnit Världscupen tre gånger, ett rekord som sedan tangerades av Rodrigo Pessoa. Hugo Simon blev även omstridd då han under 2005 klonade sin stjärnhäst E.T. Hugo Simon tävlade i över 30 år innan han drog sig ur sporten.

## Biografi
Hugo Simon föddes den 3 augusti 1942 i Tjeckien (Sudettyskland). Under andra världskriget tvingades Hugo Simons familj att flytta och bosatte sig då i Hessen i Tyskland. Hugos far var hästhandlare och Hugo Simon började därför rida redan vid 8 års ålder. Han visade snabbt att han hade talang och fick träna för några av Tysklands främsta tränare. Hugo Simon blev då antagen till det österrikiska landslaget till OS 1972 i München, där han slutade på en fjärde plats.
Redan 1979 vann Hugo Simon Världscupen för första gången och vann sedan ytterligare två gånger, (1979, 1996 och 1997) och slog då rekordet i antal vunna Världscupfinaler. Hugo Simon gjorde sig dock även känd som lite av en bråkstake inom sporten och hamnade bland annat i en rättslig tvist med sina sponsorer under 1980-talet. I början av 1990-talet blev Hugo Simon även anklagad för dopning då en spruta hittades i hans hästs box efter att Hugo fått en silvermedalj. Sprutan visade sig dock tillhöra en veterinär och anklagelserna släpptes, samtidigt som Hugo Simon fick behålla sin medalj.
2005 hamnade Hugo Simon i blåsväder igen då han bestämde sig för att klona sin topphäst E.T genom det franska företaget Cryozootech. 12 juli 2006 föddes kopian av E.T. som då enbart skulle användas till avel, då E.T. var kastrerad och aldrig själv kunde användas i aveln.

## Meriter

### Medaljer

#### Silver
- OS 1992 i Barcelona (lag)
- EM 1997 i Mannheim (individuellt)

#### Brons
- VM 1974 i Hickstead (individuell)
- EM 1978 i Rotterdam (lag)

### Övriga meriter
- Rankad tre på FEI:s lista över världens bästa 1997
- Tiofaldig vinnare av österrikiska mästerskapen
- Slog rekord i antal vunna Världscupfinaler med tre vinster (1979, 1996 och 1997)
- Deltagit i OS 3 gånger (4:e plats 1972 i München, 5:e plats 1976 i Montréal och 2:a plats 1992 i Barcelona)

## Topphästar
- E.T (född 1987), fuxfärgad hannoveranare e:Espri
- Explosive (född 1993), fuxfärgad Hannoveranare, även han e:Espri
- Gladstone (född 1969), fuxfärgad hannoveranare e: Goetz